# The Book of Souls
The Book of Souls is het zestiende studioalbum van de Engelse heavymetalformatie Iron Maiden, verschenen op 4 september 2015. Het album werd geproduceerd door Kevin Shirley en opgenomen in Parijs.

## Achtergrond
De band kondigde het album op 18 juni 2015 aan op de eigen website, vergezeld van de mededeling dat het album reeds eind 2014 was opgenomen in Parijs, maar dat de verschijningsdatum uitgesteld was om zanger Bruce Dickinson de kans te geven om te herstellen van zijn kankeroperatie, zodat ook hij betrokken kon blijven bij de voorbereidingen voor de uitgave. Tegelijkertijd met de aankondiging werden de volledige tracklist en het hoesontwerp bekendgemaakt. De albumhoes werd ontworpen door Mark Wilkinson, die eerder ook al voor de band werkte (Best of the 'B' Sides, The Wicker Man). Op 14 augustus 2015 verscheen de eerste single van het album, Speed of Light. De single werd geschreven door gitarist Adrian Smith en Bruce Dickinson. Het lied werd gratis beschikbaar gesteld via het YouTube-kanaal van de band. De videoclip werd geproduceerd en geregisseerd door Llexi Leon.  Deze single werd enkel in de Verenigde Staten, Canada en Mexico verkocht, waardoor het een verzamelobject is in andere landen.
Het is het eerste studio-dubbelalbum op cd in de geschiedenis van de band en daardoor, met een totale lengte van 92 minuten, ook meteen het langste ooit van de band. Tevens is de periode tussen dit en het vorige album de langste albumloze periode uit de geschiedenis van Iron Maiden. Empire of the Clouds, een nummer over de ramp met de zeppelin  R101, overtreft de speelduur van het lied Rime of the Ancient Mariner van het album Powerslave.
In Vlaanderen was het album bij binnenkomst dadelijk nummer 1 in de hitlijsten, net als in Nederland.

## Musici
- Bruce Dickinson - zanger, piano
- Steve Harris - bassist
- Dave Murray - gitarist
- Adrian Smith - gitarist
- Janick Gers - gitarist
- Nicko McBrain - drummer

## Muziek
| Nr. | Titel                                    | Duur  |
| --- | ---------------------------------------- | ----- |
| 1.  | If Eternity Should Fail (Dickinson)      | 8:28  |
| 2.  | Speed of Light (Smith, Dickinson)        | 5:01  |
| 3.  | The Great Unknown (Smith, Harris)        | 6:37  |
| 4.  | The Red and the Black (Harris)           | 13:33 |
| 5.  | When the River Runs Deep (Smith, Harris) | 5:52  |
| 6.  | The Book of Souls (Gers, Harris)         | 10:27 |

| Nr. | Titel                                | Duur  |
| --- | ------------------------------------ | ----- |
| 1.  | Death or Glory (Smith, Dickinson)    | 5:13  |
| 2.  | Shadows of the Valley (Gers, Harris) | 7:32  |
| 3.  | Tears of a Clown (Smith, Harris)     | 4:59  |
| 4.  | The Man of Sorrows (Murray, Harris)  | 6:28  |
| 5.  | Empire of the Clouds (Dickinson)     | 18:01 |

## Singles
1. Speed of Light, 14 augustus 2015
2. Empire of the Clouds, 16 april 2016

## Hitnoteringen
Het album kwam op 12 september 2015 op plaats 1 binnen in de Britse Album Chart, Nederlandse, Vlaamse en Duitse albumlijsten.

### NederlandseAlbum top 100
| Hitnotering (week 1 t/m 13): 12-09-2015 t/m 05-12-2015 Hitnotering (week 14 t/m 15): 19-12-2015 t/m 26-12-2015 Hitnotering (week 16 t/m 17): 11-06-2016 t/m 18-06-2016 | Hitnotering (week 1 t/m 13): 12-09-2015 t/m 05-12-2015 Hitnotering (week 14 t/m 15): 19-12-2015 t/m 26-12-2015 Hitnotering (week 16 t/m 17): 11-06-2016 t/m 18-06-2016 | Hitnotering (week 1 t/m 13): 12-09-2015 t/m 05-12-2015 Hitnotering (week 14 t/m 15): 19-12-2015 t/m 26-12-2015 Hitnotering (week 16 t/m 17): 11-06-2016 t/m 18-06-2016 | Hitnotering (week 1 t/m 13): 12-09-2015 t/m 05-12-2015 Hitnotering (week 14 t/m 15): 19-12-2015 t/m 26-12-2015 Hitnotering (week 16 t/m 17): 11-06-2016 t/m 18-06-2016 | Hitnotering (week 1 t/m 13): 12-09-2015 t/m 05-12-2015 Hitnotering (week 14 t/m 15): 19-12-2015 t/m 26-12-2015 Hitnotering (week 16 t/m 17): 11-06-2016 t/m 18-06-2016 | Hitnotering (week 1 t/m 13): 12-09-2015 t/m 05-12-2015 Hitnotering (week 14 t/m 15): 19-12-2015 t/m 26-12-2015 Hitnotering (week 16 t/m 17): 11-06-2016 t/m 18-06-2016 | Hitnotering (week 1 t/m 13): 12-09-2015 t/m 05-12-2015 Hitnotering (week 14 t/m 15): 19-12-2015 t/m 26-12-2015 Hitnotering (week 16 t/m 17): 11-06-2016 t/m 18-06-2016 | Hitnotering (week 1 t/m 13): 12-09-2015 t/m 05-12-2015 Hitnotering (week 14 t/m 15): 19-12-2015 t/m 26-12-2015 Hitnotering (week 16 t/m 17): 11-06-2016 t/m 18-06-2016 | Hitnotering (week 1 t/m 13): 12-09-2015 t/m 05-12-2015 Hitnotering (week 14 t/m 15): 19-12-2015 t/m 26-12-2015 Hitnotering (week 16 t/m 17): 11-06-2016 t/m 18-06-2016 | Hitnotering (week 1 t/m 13): 12-09-2015 t/m 05-12-2015 Hitnotering (week 14 t/m 15): 19-12-2015 t/m 26-12-2015 Hitnotering (week 16 t/m 17): 11-06-2016 t/m 18-06-2016 | Hitnotering (week 1 t/m 13): 12-09-2015 t/m 05-12-2015 Hitnotering (week 14 t/m 15): 19-12-2015 t/m 26-12-2015 Hitnotering (week 16 t/m 17): 11-06-2016 t/m 18-06-2016 | Hitnotering (week 1 t/m 13): 12-09-2015 t/m 05-12-2015 Hitnotering (week 14 t/m 15): 19-12-2015 t/m 26-12-2015 Hitnotering (week 16 t/m 17): 11-06-2016 t/m 18-06-2016 | Hitnotering (week 1 t/m 13): 12-09-2015 t/m 05-12-2015 Hitnotering (week 14 t/m 15): 19-12-2015 t/m 26-12-2015 Hitnotering (week 16 t/m 17): 11-06-2016 t/m 18-06-2016 | Hitnotering (week 1 t/m 13): 12-09-2015 t/m 05-12-2015 Hitnotering (week 14 t/m 15): 19-12-2015 t/m 26-12-2015 Hitnotering (week 16 t/m 17): 11-06-2016 t/m 18-06-2016 | Hitnotering (week 1 t/m 13): 12-09-2015 t/m 05-12-2015 Hitnotering (week 14 t/m 15): 19-12-2015 t/m 26-12-2015 Hitnotering (week 16 t/m 17): 11-06-2016 t/m 18-06-2016 | Hitnotering (week 1 t/m 13): 12-09-2015 t/m 05-12-2015 Hitnotering (week 14 t/m 15): 19-12-2015 t/m 26-12-2015 Hitnotering (week 16 t/m 17): 11-06-2016 t/m 18-06-2016 | Hitnotering (week 1 t/m 13): 12-09-2015 t/m 05-12-2015 Hitnotering (week 14 t/m 15): 19-12-2015 t/m 26-12-2015 Hitnotering (week 16 t/m 17): 11-06-2016 t/m 18-06-2016 | Hitnotering (week 1 t/m 13): 12-09-2015 t/m 05-12-2015 Hitnotering (week 14 t/m 15): 19-12-2015 t/m 26-12-2015 Hitnotering (week 16 t/m 17): 11-06-2016 t/m 18-06-2016 | Hitnotering (week 1 t/m 13): 12-09-2015 t/m 05-12-2015 Hitnotering (week 14 t/m 15): 19-12-2015 t/m 26-12-2015 Hitnotering (week 16 t/m 17): 11-06-2016 t/m 18-06-2016 | Hitnotering (week 1 t/m 13): 12-09-2015 t/m 05-12-2015 Hitnotering (week 14 t/m 15): 19-12-2015 t/m 26-12-2015 Hitnotering (week 16 t/m 17): 11-06-2016 t/m 18-06-2016 | Hitnotering (week 1 t/m 13): 12-09-2015 t/m 05-12-2015 Hitnotering (week 14 t/m 15): 19-12-2015 t/m 26-12-2015 Hitnotering (week 16 t/m 17): 11-06-2016 t/m 18-06-2016 |
| Week: | 1 | 2 | 3 | 4 | 5 | 6 | 7 | 8 | 9 | 10 | 11 | 12 | 13 | | 14 | 15 | | 16 | 17 | |
| --- | --- | --- | --- | --- | --- | --- | --- | --- | --- | --- | --- | --- | --- | --- | --- | --- | --- | --- | --- | --- |
| Positie: | 1 | 3 | 7 | 14 | 23 | 23 | 29 | 33 | 47 | 65 | 99 | 78 | 80 | uit | 98 | 82 | uit | 54 | 75 | uit |

### VlaamseAlbum Top 100
| Hitnotering (week 1 t/m 26): 12-09-2015 t/m 05-03-2016 Hitnotering (week 27 t/m 49): 19-03-2016 t/m 20-08-2016 Hitnotering (week 50 t/m 52): 03-09-2016 t/m 17-09-2016 Hitnotering (week 53 t/m 56): 01-10-2016 t/m 22-10-2016 Hitnotering (week 57 t/m 60): 05-11-2016 t/m 26-11-2016 Hitnotering (week 61 t/m 64): 10-12-2016 t/m 31-12-2016 Hitnotering (week 65 t/m 66): 21-01-2017 t/m 28-01-2017 Hitnotering (week 67): 11-02-2017 Hitnotering (week 68 t/m 69): 25-03-2017 t/m 01-04-2017 Hitnotering (week 70 t/m 83): 22-04-2017 t/m 22-07-2017 Hitnotering (week 84 t/m 87): 05-08-2017 t/m 26-08-2017 Hitnotering (week 88): 16-09-2017 Hitnotering (week 89): 13-01-2018 | Hitnotering (week 1 t/m 26): 12-09-2015 t/m 05-03-2016 Hitnotering (week 27 t/m 49): 19-03-2016 t/m 20-08-2016 Hitnotering (week 50 t/m 52): 03-09-2016 t/m 17-09-2016 Hitnotering (week 53 t/m 56): 01-10-2016 t/m 22-10-2016 Hitnotering (week 57 t/m 60): 05-11-2016 t/m 26-11-2016 Hitnotering (week 61 t/m 64): 10-12-2016 t/m 31-12-2016 Hitnotering (week 65 t/m 66): 21-01-2017 t/m 28-01-2017 Hitnotering (week 67): 11-02-2017 Hitnotering (week 68 t/m 69): 25-03-2017 t/m 01-04-2017 Hitnotering (week 70 t/m 83): 22-04-2017 t/m 22-07-2017 Hitnotering (week 84 t/m 87): 05-08-2017 t/m 26-08-2017 Hitnotering (week 88): 16-09-2017 Hitnotering (week 89): 13-01-2018 | Hitnotering (week 1 t/m 26): 12-09-2015 t/m 05-03-2016 Hitnotering (week 27 t/m 49): 19-03-2016 t/m 20-08-2016 Hitnotering (week 50 t/m 52): 03-09-2016 t/m 17-09-2016 Hitnotering (week 53 t/m 56): 01-10-2016 t/m 22-10-2016 Hitnotering (week 57 t/m 60): 05-11-2016 t/m 26-11-2016 Hitnotering (week 61 t/m 64): 10-12-2016 t/m 31-12-2016 Hitnotering (week 65 t/m 66): 21-01-2017 t/m 28-01-2017 Hitnotering (week 67): 11-02-2017 Hitnotering (week 68 t/m 69): 25-03-2017 t/m 01-04-2017 Hitnotering (week 70 t/m 83): 22-04-2017 t/m 22-07-2017 Hitnotering (week 84 t/m 87): 05-08-2017 t/m 26-08-2017 Hitnotering (week 88): 16-09-2017 Hitnotering (week 89): 13-01-2018 | Hitnotering (week 1 t/m 26): 12-09-2015 t/m 05-03-2016 Hitnotering (week 27 t/m 49): 19-03-2016 t/m 20-08-2016 Hitnotering (week 50 t/m 52): 03-09-2016 t/m 17-09-2016 Hitnotering (week 53 t/m 56): 01-10-2016 t/m 22-10-2016 Hitnotering (week 57 t/m 60): 05-11-2016 t/m 26-11-2016 Hitnotering (week 61 t/m 64): 10-12-2016 t/m 31-12-2016 Hitnotering (week 65 t/m 66): 21-01-2017 t/m 28-01-2017 Hitnotering (week 67): 11-02-2017 Hitnotering (week 68 t/m 69): 25-03-2017 t/m 01-04-2017 Hitnotering (week 70 t/m 83): 22-04-2017 t/m 22-07-2017 Hitnotering (week 84 t/m 87): 05-08-2017 t/m 26-08-2017 Hitnotering (week 88): 16-09-2017 Hitnotering (week 89): 13-01-2018 | Hitnotering (week 1 t/m 26): 12-09-2015 t/m 05-03-2016 Hitnotering (week 27 t/m 49): 19-03-2016 t/m 20-08-2016 Hitnotering (week 50 t/m 52): 03-09-2016 t/m 17-09-2016 Hitnotering (week 53 t/m 56): 01-10-2016 t/m 22-10-2016 Hitnotering (week 57 t/m 60): 05-11-2016 t/m 26-11-2016 Hitnotering (week 61 t/m 64): 10-12-2016 t/m 31-12-2016 Hitnotering (week 65 t/m 66): 21-01-2017 t/m 28-01-2017 Hitnotering (week 67): 11-02-2017 Hitnotering (week 68 t/m 69): 25-03-2017 t/m 01-04-2017 Hitnotering (week 70 t/m 83): 22-04-2017 t/m 22-07-2017 Hitnotering (week 84 t/m 87): 05-08-2017 t/m 26-08-2017 Hitnotering (week 88): 16-09-2017 Hitnotering (week 89): 13-01-2018 | Hitnotering (week 1 t/m 26): 12-09-2015 t/m 05-03-2016 Hitnotering (week 27 t/m 49): 19-03-2016 t/m 20-08-2016 Hitnotering (week 50 t/m 52): 03-09-2016 t/m 17-09-2016 Hitnotering (week 53 t/m 56): 01-10-2016 t/m 22-10-2016 Hitnotering (week 57 t/m 60): 05-11-2016 t/m 26-11-2016 Hitnotering (week 61 t/m 64): 10-12-2016 t/m 31-12-2016 Hitnotering (week 65 t/m 66): 21-01-2017 t/m 28-01-2017 Hitnotering (week 67): 11-02-2017 Hitnotering (week 68 t/m 69): 25-03-2017 t/m 01-04-2017 Hitnotering (week 70 t/m 83): 22-04-2017 t/m 22-07-2017 Hitnotering (week 84 t/m 87): 05-08-2017 t/m 26-08-2017 Hitnotering (week 88): 16-09-2017 Hitnotering (week 89): 13-01-2018 | Hitnotering (week 1 t/m 26): 12-09-2015 t/m 05-03-2016 Hitnotering (week 27 t/m 49): 19-03-2016 t/m 20-08-2016 Hitnotering (week 50 t/m 52): 03-09-2016 t/m 17-09-2016 Hitnotering (week 53 t/m 56): 01-10-2016 t/m 22-10-2016 Hitnotering (week 57 t/m 60): 05-11-2016 t/m 26-11-2016 Hitnotering (week 61 t/m 64): 10-12-2016 t/m 31-12-2016 Hitnotering (week 65 t/m 66): 21-01-2017 t/m 28-01-2017 Hitnotering (week 67): 11-02-2017 Hitnotering (week 68 t/m 69): 25-03-2017 t/m 01-04-2017 Hitnotering (week 70 t/m 83): 22-04-2017 t/m 22-07-2017 Hitnotering (week 84 t/m 87): 05-08-2017 t/m 26-08-2017 Hitnotering (week 88): 16-09-2017 Hitnotering (week 89): 13-01-2018 | Hitnotering (week 1 t/m 26): 12-09-2015 t/m 05-03-2016 Hitnotering (week 27 t/m 49): 19-03-2016 t/m 20-08-2016 Hitnotering (week 50 t/m 52): 03-09-2016 t/m 17-09-2016 Hitnotering (week 53 t/m 56): 01-10-2016 t/m 22-10-2016 Hitnotering (week 57 t/m 60): 05-11-2016 t/m 26-11-2016 Hitnotering (week 61 t/m 64): 10-12-2016 t/m 31-12-2016 Hitnotering (week 65 t/m 66): 21-01-2017 t/m 28-01-2017 Hitnotering (week 67): 11-02-2017 Hitnotering (week 68 t/m 69): 25-03-2017 t/m 01-04-2017 Hitnotering (week 70 t/m 83): 22-04-2017 t/m 22-07-2017 Hitnotering (week 84 t/m 87): 05-08-2017 t/m 26-08-2017 Hitnotering (week 88): 16-09-2017 Hitnotering (week 89): 13-01-2018 | Hitnotering (week 1 t/m 26): 12-09-2015 t/m 05-03-2016 Hitnotering (week 27 t/m 49): 19-03-2016 t/m 20-08-2016 Hitnotering (week 50 t/m 52): 03-09-2016 t/m 17-09-2016 Hitnotering (week 53 t/m 56): 01-10-2016 t/m 22-10-2016 Hitnotering (week 57 t/m 60): 05-11-2016 t/m 26-11-2016 Hitnotering (week 61 t/m 64): 10-12-2016 t/m 31-12-2016 Hitnotering (week 65 t/m 66): 21-01-2017 t/m 28-01-2017 Hitnotering (week 67): 11-02-2017 Hitnotering (week 68 t/m 69): 25-03-2017 t/m 01-04-2017 Hitnotering (week 70 t/m 83): 22-04-2017 t/m 22-07-2017 Hitnotering (week 84 t/m 87): 05-08-2017 t/m 26-08-2017 Hitnotering (week 88): 16-09-2017 Hitnotering (week 89): 13-01-2018 | Hitnotering (week 1 t/m 26): 12-09-2015 t/m 05-03-2016 Hitnotering (week 27 t/m 49): 19-03-2016 t/m 20-08-2016 Hitnotering (week 50 t/m 52): 03-09-2016 t/m 17-09-2016 Hitnotering (week 53 t/m 56): 01-10-2016 t/m 22-10-2016 Hitnotering (week 57 t/m 60): 05-11-2016 t/m 26-11-2016 Hitnotering (week 61 t/m 64): 10-12-2016 t/m 31-12-2016 Hitnotering (week 65 t/m 66): 21-01-2017 t/m 28-01-2017 Hitnotering (week 67): 11-02-2017 Hitnotering (week 68 t/m 69): 25-03-2017 t/m 01-04-2017 Hitnotering (week 70 t/m 83): 22-04-2017 t/m 22-07-2017 Hitnotering (week 84 t/m 87): 05-08-2017 t/m 26-08-2017 Hitnotering (week 88): 16-09-2017 Hitnotering (week 89): 13-01-2018 | Hitnotering (week 1 t/m 26): 12-09-2015 t/m 05-03-2016 Hitnotering (week 27 t/m 49): 19-03-2016 t/m 20-08-2016 Hitnotering (week 50 t/m 52): 03-09-2016 t/m 17-09-2016 Hitnotering (week 53 t/m 56): 01-10-2016 t/m 22-10-2016 Hitnotering (week 57 t/m 60): 05-11-2016 t/m 26-11-2016 Hitnotering (week 61 t/m 64): 10-12-2016 t/m 31-12-2016 Hitnotering (week 65 t/m 66): 21-01-2017 t/m 28-01-2017 Hitnotering (week 67): 11-02-2017 Hitnotering (week 68 t/m 69): 25-03-2017 t/m 01-04-2017 Hitnotering (week 70 t/m 83): 22-04-2017 t/m 22-07-2017 Hitnotering (week 84 t/m 87): 05-08-2017 t/m 26-08-2017 Hitnotering (week 88): 16-09-2017 Hitnotering (week 89): 13-01-2018 | Hitnotering (week 1 t/m 26): 12-09-2015 t/m 05-03-2016 Hitnotering (week 27 t/m 49): 19-03-2016 t/m 20-08-2016 Hitnotering (week 50 t/m 52): 03-09-2016 t/m 17-09-2016 Hitnotering (week 53 t/m 56): 01-10-2016 t/m 22-10-2016 Hitnotering (week 57 t/m 60): 05-11-2016 t/m 26-11-2016 Hitnotering (week 61 t/m 64): 10-12-2016 t/m 31-12-2016 Hitnotering (week 65 t/m 66): 21-01-2017 t/m 28-01-2017 Hitnotering (week 67): 11-02-2017 Hitnotering (week 68 t/m 69): 25-03-2017 t/m 01-04-2017 Hitnotering (week 70 t/m 83): 22-04-2017 t/m 22-07-2017 Hitnotering (week 84 t/m 87): 05-08-2017 t/m 26-08-2017 Hitnotering (week 88): 16-09-2017 Hitnotering (week 89): 13-01-2018 | Hitnotering (week 1 t/m 26): 12-09-2015 t/m 05-03-2016 Hitnotering (week 27 t/m 49): 19-03-2016 t/m 20-08-2016 Hitnotering (week 50 t/m 52): 03-09-2016 t/m 17-09-2016 Hitnotering (week 53 t/m 56): 01-10-2016 t/m 22-10-2016 Hitnotering (week 57 t/m 60): 05-11-2016 t/m 26-11-2016 Hitnotering (week 61 t/m 64): 10-12-2016 t/m 31-12-2016 Hitnotering (week 65 t/m 66): 21-01-2017 t/m 28-01-2017 Hitnotering (week 67): 11-02-2017 Hitnotering (week 68 t/m 69): 25-03-2017 t/m 01-04-2017 Hitnotering (week 70 t/m 83): 22-04-2017 t/m 22-07-2017 Hitnotering (week 84 t/m 87): 05-08-2017 t/m 26-08-2017 Hitnotering (week 88): 16-09-2017 Hitnotering (week 89): 13-01-2018 | Hitnotering (week 1 t/m 26): 12-09-2015 t/m 05-03-2016 Hitnotering (week 27 t/m 49): 19-03-2016 t/m 20-08-2016 Hitnotering (week 50 t/m 52): 03-09-2016 t/m 17-09-2016 Hitnotering (week 53 t/m 56): 01-10-2016 t/m 22-10-2016 Hitnotering (week 57 t/m 60): 05-11-2016 t/m 26-11-2016 Hitnotering (week 61 t/m 64): 10-12-2016 t/m 31-12-2016 Hitnotering (week 65 t/m 66): 21-01-2017 t/m 28-01-2017 Hitnotering (week 67): 11-02-2017 Hitnotering (week 68 t/m 69): 25-03-2017 t/m 01-04-2017 Hitnotering (week 70 t/m 83): 22-04-2017 t/m 22-07-2017 Hitnotering (week 84 t/m 87): 05-08-2017 t/m 26-08-2017 Hitnotering (week 88): 16-09-2017 Hitnotering (week 89): 13-01-2018 | Hitnotering (week 1 t/m 26): 12-09-2015 t/m 05-03-2016 Hitnotering (week 27 t/m 49): 19-03-2016 t/m 20-08-2016 Hitnotering (week 50 t/m 52): 03-09-2016 t/m 17-09-2016 Hitnotering (week 53 t/m 56): 01-10-2016 t/m 22-10-2016 Hitnotering (week 57 t/m 60): 05-11-2016 t/m 26-11-2016 Hitnotering (week 61 t/m 64): 10-12-2016 t/m 31-12-2016 Hitnotering (week 65 t/m 66): 21-01-2017 t/m 28-01-2017 Hitnotering (week 67): 11-02-2017 Hitnotering (week 68 t/m 69): 25-03-2017 t/m 01-04-2017 Hitnotering (week 70 t/m 83): 22-04-2017 t/m 22-07-2017 Hitnotering (week 84 t/m 87): 05-08-2017 t/m 26-08-2017 Hitnotering (week 88): 16-09-2017 Hitnotering (week 89): 13-01-2018 | Hitnotering (week 1 t/m 26): 12-09-2015 t/m 05-03-2016 Hitnotering (week 27 t/m 49): 19-03-2016 t/m 20-08-2016 Hitnotering (week 50 t/m 52): 03-09-2016 t/m 17-09-2016 Hitnotering (week 53 t/m 56): 01-10-2016 t/m 22-10-2016 Hitnotering (week 57 t/m 60): 05-11-2016 t/m 26-11-2016 Hitnotering (week 61 t/m 64): 10-12-2016 t/m 31-12-2016 Hitnotering (week 65 t/m 66): 21-01-2017 t/m 28-01-2017 Hitnotering (week 67): 11-02-2017 Hitnotering (week 68 t/m 69): 25-03-2017 t/m 01-04-2017 Hitnotering (week 70 t/m 83): 22-04-2017 t/m 22-07-2017 Hitnotering (week 84 t/m 87): 05-08-2017 t/m 26-08-2017 Hitnotering (week 88): 16-09-2017 Hitnotering (week 89): 13-01-2018 | Hitnotering (week 1 t/m 26): 12-09-2015 t/m 05-03-2016 Hitnotering (week 27 t/m 49): 19-03-2016 t/m 20-08-2016 Hitnotering (week 50 t/m 52): 03-09-2016 t/m 17-09-2016 Hitnotering (week 53 t/m 56): 01-10-2016 t/m 22-10-2016 Hitnotering (week 57 t/m 60): 05-11-2016 t/m 26-11-2016 Hitnotering (week 61 t/m 64): 10-12-2016 t/m 31-12-2016 Hitnotering (week 65 t/m 66): 21-01-2017 t/m 28-01-2017 Hitnotering (week 67): 11-02-2017 Hitnotering (week 68 t/m 69): 25-03-2017 t/m 01-04-2017 Hitnotering (week 70 t/m 83): 22-04-2017 t/m 22-07-2017 Hitnotering (week 84 t/m 87): 05-08-2017 t/m 26-08-2017 Hitnotering (week 88): 16-09-2017 Hitnotering (week 89): 13-01-2018 | Hitnotering (week 1 t/m 26): 12-09-2015 t/m 05-03-2016 Hitnotering (week 27 t/m 49): 19-03-2016 t/m 20-08-2016 Hitnotering (week 50 t/m 52): 03-09-2016 t/m 17-09-2016 Hitnotering (week 53 t/m 56): 01-10-2016 t/m 22-10-2016 Hitnotering (week 57 t/m 60): 05-11-2016 t/m 26-11-2016 Hitnotering (week 61 t/m 64): 10-12-2016 t/m 31-12-2016 Hitnotering (week 65 t/m 66): 21-01-2017 t/m 28-01-2017 Hitnotering (week 67): 11-02-2017 Hitnotering (week 68 t/m 69): 25-03-2017 t/m 01-04-2017 Hitnotering (week 70 t/m 83): 22-04-2017 t/m 22-07-2017 Hitnotering (week 84 t/m 87): 05-08-2017 t/m 26-08-2017 Hitnotering (week 88): 16-09-2017 Hitnotering (week 89): 13-01-2018 |
| Week: | 1 | 2 | 3 | 4 | 5 | 6 | 7 | 8 | 9 | 10 | 11 | 12 | 13 | 14 | 15 | 16 | 17 |
| --- | --- | --- | --- | --- | --- | --- | --- | --- | --- | --- | --- | --- | --- | --- | --- | --- | --- |
| Positie: | 1 | 2 | 6 | 10 | 12 | 12 | 12 | 24 | 32 | 41 | 47 | 62 | 77 | 53 | 58 | 65 | 54 |
| Week: | 18 | 19 | 20 | 21 | 22 | 23 | 24 | 25 | 26 | | 27 | 28 | 29 | 30 | 31 | 32 | 33 |
| Positie: | 78 | 72 | 66 | 111 | 168 | 135 | 137 | 152 | 136 | uit | 153 | 179 | 107 | 112 | 140 | 187 | 146 |
| Week: | 34 | 35 | 36 | 37 | 38 | 39 | 40 | 41 | 42 | 43 | 44 | 45 | 46 | 47 | 48 | 49 | |
| Positie: | 179 | 154 | 161 | 121 | 83 | 57 | 67 | 42 | 48 | 62 | 113 | 70 | 92 | 143 | 123 | 142 | uit |
| Week: | 50 | 51 | 52 | | 53 | 54 | 55 | 56 | | 57 | 58 | 59 | 60 | | 61 | 62 | 63 |
| Positie: | 160 | 173 | 158 | uit | 90 | 42 | 117 | 97 | uit | 132 | 190 | 192 | 129 | uit | 173 | 196 | 181 |
| Week: | 64 | | 65 | 66 | | 67 | | 68 | 69 | | 70 | 71 | 72 | 73 | 74 | 75 | 76 |
| Positie: | 183 | uit | 102 | 191 | uit | 176 | uit | 150 | 182 | uit | 150 | 49 | 52 | 89 | 96 | 95 | 118 |
| Week: | 77 | 78 | 79 | 80 | 81 | 82 | 83 | | 84 | 85 | 86 | 87 | | 88 | | 89 | |
| Positie: | 166 | 126 | 116 | 171 | 156 | 132 | 170 | uit | 132 | 119 | 186 | 195 | uit | 162 | uit | 191 | uit |